# Zlatko Dedič
Zlatko Dedič est un footballeur international slovène né le 5 octobre 1984 à Bihać en Yougoslavie (auj. en Bosnie-Herzégovine). Il évolue au poste d'attaquant.